# Майкснер, Петр

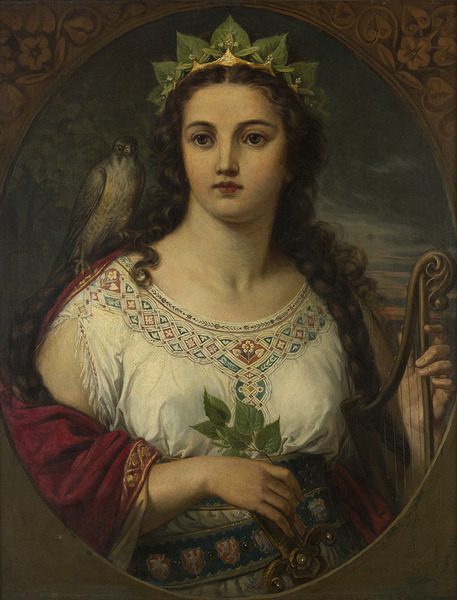
Славия

Петр Майкснер или Петер Мейкснер (чеш. Petr Maixner; 27 февраля 1831, Горжице, Австрийская империя — 22 октября 1884, Прага, Австро-Венгрия) — чешский живописец, художник исторического жанра, портретист, рисовальщик,реставратор, педагог.

## Биография
Родился в семье пекаря. С ранних лет проявил талант к рисованию. В 1846—1853 годах учился у Христиана Рубена и Эдуарда фон Энгерта в Пражской академии художеств.
Во время революции 1848 года создал для Горжицкого батальона Национальной гвардии знамя с изображением св. Венцеслава.
Привлёк внимание своими картинами в 1851 году.
С 1859 года работал помощником педагога — корректором в Академии. В 1861 году совершил учебную поездку во Флоренцию и Рим. С 1862 по 1863 год — стажировался техникам росписи и реставрации в Вене, под руководством исторического живописца Матиаса Тренквальда.
По возвращении на родину посвятил себя созданию фресок (на алтаре, изображения Св. Вацлава и Девы Марии в пражской Церкви Святых Кирилла и Мефодия). Отреставрировал готические фрески в Соборе св. Варвары Кутной-Горы, вместе с Бедржихом Вахсманном реставрировал готические фрески в замковой часовне Звикова, в Праге — Староместской мостовой башни и в зале заседаний Староместской ратуши и др.
Популярный портретист и исторический живописец. С 1880 года преподавал рисунок в Пражском техническом университете.
В конце жизни страдал от болезни глаз, умер от воспаления мозга.
Похоронен на Ольшанском кладбище.

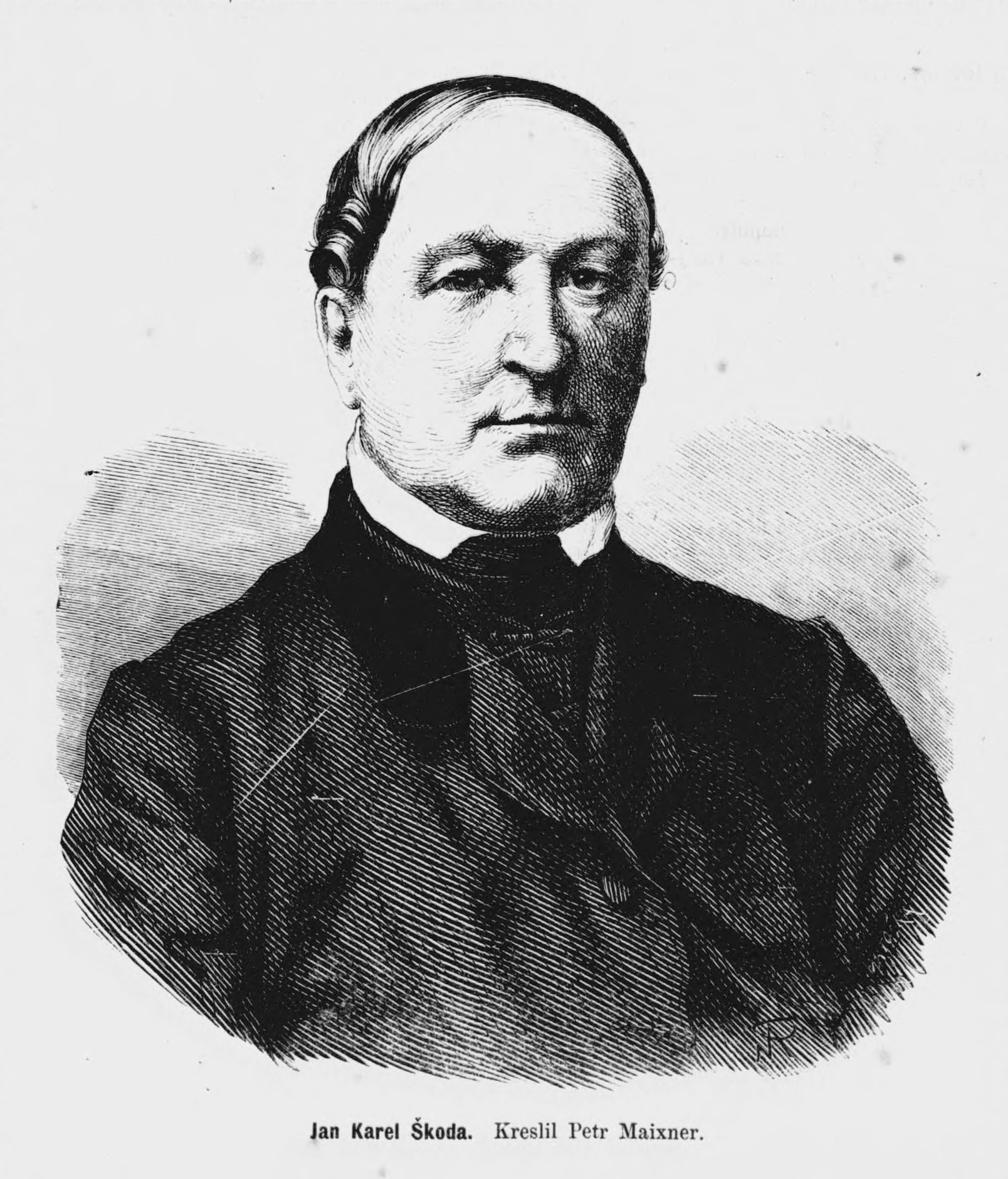
Портрет Яна Карела Шкоды (1810-1876), чешского священника и писателя
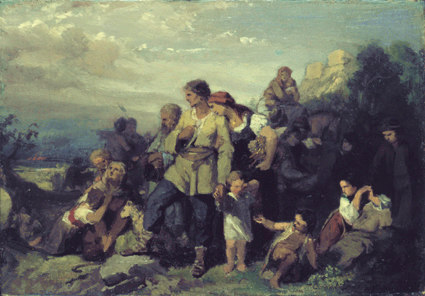
Крестьяне после битвы на Белой горе (1860)
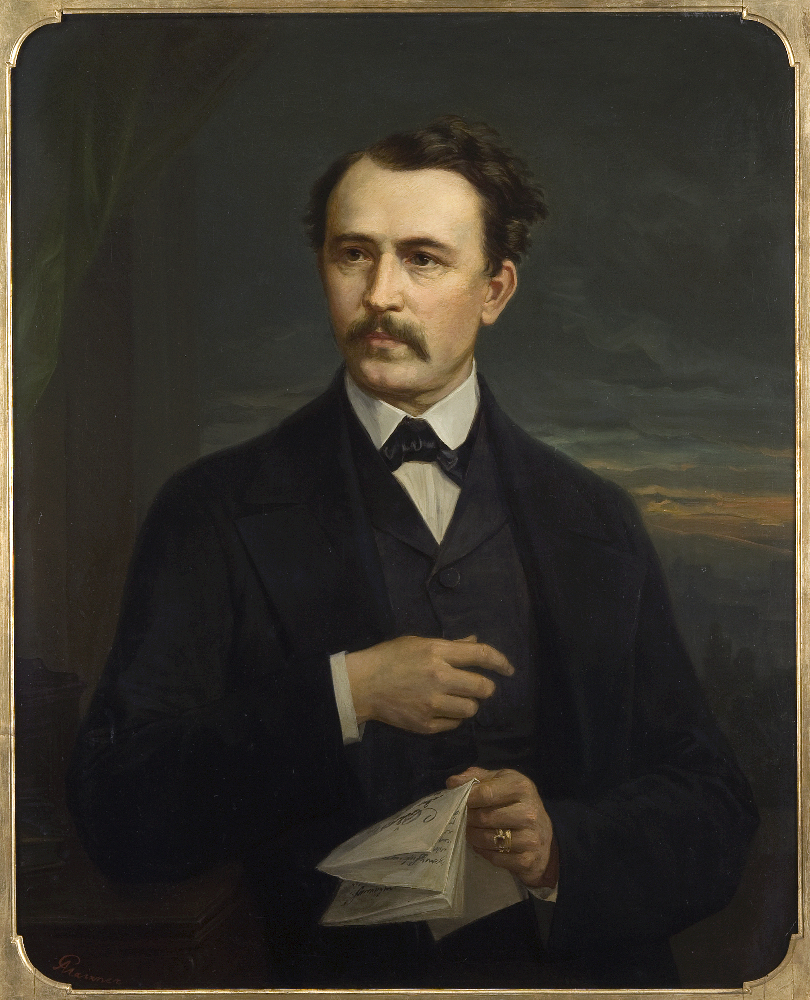
Портрет бургомистра г.Винограды